# Skön (värdering)
Skön är inom juridiken värderandet av en fråga. Att utöva skön är ett mandat som lagstiftaren givit, där mandatet innebär att använda sitt gottfinnande eller omdöme i bedömningen. Mandatet att göra en skönsmässig bedömning är alltid omgivet av regelverk, ramar och riktlinjer som säger något om hur den skönsmässiga bedömningen ska göras.

## Lämpliga omständigheter
Utövandet av skön är ett sätt att förhålla sig till (väga/utvärdera) ett antal storheter som inte enbart kan kvantifieras som absoluta mått. Målet för skönsbedömningen är att komma fram till ett resultat som är tillämpligt och relevant på situationen som bedöms.
Möjligheten att utöva skön gäller bara när en lag inte tydligt förklarar en sak. Om en lagregel däremot tydligt föreskriver vilka betingelserna som ska vara uppfyllda för att ett visst beslut ska kunna fattas föreligger inte skönsutövning.
Den amerikanske juristen och rättsfilosofen Ronald Dworkin skriver om skön (engelska: discretion) i boken Taking Rights Seriously. Dworkin beskriver skön som ett relativt begrepp och ger exemplet utifrån sergeanten som får i uppgift att välja ut fem soldater. I ett första scenario ges instruktionen att välja ut de fem mest erfarna soldaterna och i ett andra scenario att välja fem soldater. I det första scenariot har sergeanten betydligt mindre utrymme för att göra sitt val. Valet måste göras utifrån ett mer eller mindre tydligt krav på erfarenhet. I det andra scenariot kan sergeanten själv utforma kriterierna för urvalet, och därmed kommer valet att spegla sergeantens egna värderingar. Man kan också tänka sig att urvalet i det senare fallet blir mer relevant för uppgiften.

## Skönsmässig bedömning inom myndigheter och domstol
Skön är ett ord som är relativt oprecist till sitt innehåll, och inte heller jurister beskriver eller använder ordet på samma sätt. Skön är det som myndigheter och domstolar använder när de gör en värdering av olika hänsyn som kan bilda underlag för ett beslut, och där de rättsliga ramarna inte bestämmer exakt vad beslutet måste bli. Skönsutövande är alltså en friare bedömning inom angivna ramar.
Svenska Akademiens ordbok anger att skönsmässig bedömning förekommit sedan 1969. Skönsmässig bedömning innebär antingen att den (1) bygger på uppskattning eller (2) på fri bedömning.
Att avgöra en sak på grundval av skön innebär att fatta ett beslut på basis av egna värderingar utifrån gällande regler. När ett beslut överlämnas till en myndighets skönsmässiga bedömning gör tjänstepersonen på myndigheten bedömningen och avgör därmed utfallet. Skön och fritt skön har inte något fast definition inom förvaltningsrättslig terminologi. Oberoende av terminologi rör det sig runt gränsen mellan myndighetens exklusiva kompetens och domstolarnas prövningsmyndighet. Skillnaden mellan fritt skön och lagbundet skön är central, och den är kopplad till lämplighetsbedömning eller laglighetsbedömning. Förvaltningsbeslut som är grundat på fritt skön är i många fall slutligt och undantaget från domstolskontroll, medan lagbundet skön kan överprövas av domstolarna. Gränsen mellan dessa är inte skarp. Lotta Vahlne Westerhäll har skrivit mer om detta i boken Förvaltningsrättsliga perspektiv.
När värderingen av en sak är lagbunden kan det i många fall finnas vaga eller skönsmässiga ord och uttryck i lagstiftningen som domstolen måste ta ställning till. Exempel på skönsmässiga ord är orimlig, rimlig, försvarlig, oförsvarlig, nödvändig och allmänna hänsyn. Tolkningen av sådana ord är en uppgift för domstolen. Myndigheters fria skön kan innebära att det måste beslutas var en fråga ska avgöras. Skön kan också referera till beslutets innehåll, det vill säga vad beslutet ska gå ut på.

### Myndigheter och förvaltningar
Offentliga myndigheter, kommunal och statlig förvaltning, domstolar och andra kan fatta beslut som gäller medborgarnas rättigheter och skyldigheter. Förvaltningen kan bara fatta beslut när det finns ett underliggande regelverk. 
Ibland är lagstiftningen tvingande. Om någon till exempel uppfyller kraven för att få körkort, kan inte myndigheten bestämma att personen inte ska få körkort. I dessa fall kan förvaltningen inte utöva en skönsmässig bedömning.
I andra fall får myndigheten fatta beslut utifrån sin egen bedömning. Man är dock aldrig helt fri att fatta sina egna beslut. Regelverket bestämmer på vilka områden myndigheten får fatta beslut.
När det gäller beslutsfattande i yrkesmässigt utövande har Anders Molander skrivit en artikel om detta i Socialvetenskaplig tidskrift. Molander beskriver där skönsmässiga bedömningar som ett samspel mellan den situation som uppstått, de normer som styr våra bedömningar och beslut och den handling som det leder till. Molander skriver också att tre olika kontexter styr den skönsmässiga bedömningen, nämligen:
- (a) kontexter där skönsmässighet begränsas av ett krav på konsistens som följer av principen om likabehandling (till exempel den juridiska kontexten, där individen ska behandlas lika inför lagen)
- (b) kontexter där skönsmässighet begränsas av kravet på konsistens som följer av principen om reproducerbarhet (till exempel kliniska bedömningar inom vården där man följer ett protokoll för att kunna ställa en diagnos eller fatta beslut om vård
- (c) kontexter kännetecknade av ett krav på individualisering (till exempel omsorgskontexter där behoven kan variera mellan olika individer, men där dessa också ska mötas i samma kontext [barn på förskola, patienter på en vårdavdelning och så vidare]).

Anders Molander beskriver också att tilliten till fackpersonen är grundvalen i skönsmässiga bedömningar. Om tilliten saknas finns inte heller tilltro till beslutet.

### Tolkens skön
Tolkar i offentlig sektor följer yrkesetiska riktlinjer i sitt arbete. Dessa finns beskrivna i god tolksed och föreskriver bland annat noggrannhet och neutralitet. Hanne Skaaden beskriver dock i sin bok Den tvåpartiska tolken att dessa generella riktlinjer inte ger specifika beskrivningar om exakt vad som är en acceptabel återgivning i specifika enskilda situationer. Språket – alltså tolkens viktigaste verktyg –  präglas av brist på precision. Därmed måste tolken i varje enskild situation göra bedömningar om vilket måltextord eller vilken måltextfras som bäst återspeglar det som sägs på källspråket. Tolkens skönsdomän är alltså att koordinera och återge andras tal. 
Att koordinera och återge andras tal kan verka rättframt – "översätt bara exakt det jag säger". Men ett mycket enkelt exempel på att detta kan vara en komplex uppgift är franskans "J'ai mal au coeur" som ordagrant betyder "jag har ont i hjärtat, men som ofta används med den överförda betydelsen "Jag mår illa". Det är alltså upp till tolken att göra en skönsmässig bedömning utifrån situationen, utifrån normer och förväntningar och utifrån sin erfarenhet om "J'ai mal au coeur" ska översättas ordagrant eller utifrån sin överförda betydelse. I vissa situationer kanske tolken inte kan göra den bedömningen, utan måste fråga om ett förtydligande. I andra situationer kanske tolken först drar slutsatsen att den ordagranna betydelsen är den korrekta, men upptäcker lite senare att det är den överförda betydelsen som är rätt. 
Bägge dessa exempel – att tolken måste be om ett förtydligande eller behöver rätta ett tidigare yttrande – är resultat av tolkens skönsmässiga bedömning av situationen och exempel på en medveten yrkesutövning. Det är dock inte ovanligt att detta (förtydligande eller rättelse) uppfattas som att tolken har gjort fel. När den som talar genom tolk uppfattar att tolken gör fel riskeras tilliten till tolken gå förlorad. 